# 激进民主主义
激進民主主义（英語：Radical Democracy）是一種民主制度理論，強調民主政治實踐是用來對抗任何形式的社會壓迫或宰制性權力，所以需要尊重多元社會內的各種衝突與抗爭，而民主就是各種衝突與抗爭中間的一個角力場，而各種勢力及權力就是這個場所內對抗。
激進民主主义反對統一性，認為應該有一個多元社會，各種勢力、權力也應該同時存在。而在這個基礎之下，也同時反對終極性，認為每一種抗爭或衝突也不會完結。所以，基進民主理論認為憲政法治不是一件好事，同時認為不應該定義怎樣才算是民主。

## 外部連結
- 基進民主理論的政治思辨